# Sudanesische Volksbefreiungsarmee (1983–2011)

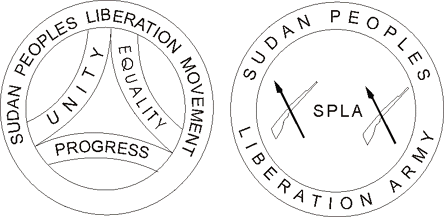
Links das Wappen der sudanesischen Volksbefreiungsbewegung, rechts das der sudanesischen Volksbefreiungsarmee

Die Sudanesische Volksbefreiungsarmee (englisch Sudan People’s Liberation Army, SPLA) war von 1983 bis 2011 eine Rebellengruppe im Sudan. Ihr politischer Arm war die Sudanesische Volksbefreiungsbewegung (SPLM). Die Rebellengruppe ging 2011, nach der Unabhängigkeit Südsudans, in den Streitkräften des Südsudans auf.

## Geschichte
Anführer der SPLA war von 1983 bis zu seinem Unfalltod 2005 John Garang, ein Dinka. Er erhielt eine wissenschaftliche und militärische Ausbildung in den USA, wo er auch promoviert wurde. 1991 spaltete sich die SPLA in zwei Hauptparteien: die SPLA-Torit unter John Garang, benannt nach ihrem damaligen Zentrum Torit, und die SPLA-Nasir, benannt nach dem Hauptort Nasir der abtrünnigen Fraktion unter Riek Machar, einem Nuer, und Lam Akol, einem Schilluk. Innere Zerstrittenheit führte zu weiteren Abspaltungen und zum Bürgerkrieg zwischen den Fraktionen.
Diese internen Konflikte waren die Ursache für eine hohe Zahl von zivilen Toten, Verwundeten und Vertriebenen, mitverantwortlich für mehrere Hungersnöte und behinderten die Arbeit der Operation Lifeline Sudan. Im April 1997 schloss die SPLA unter Riek Machar einen separaten Friedensvertrag mit Khartum (Khartoum Peace Agreement, KPA), und Machar führte die mit der sudanesischen Regierung verbündete South Sudan Defense Force (SSDF). Taban Deng Gai, ein Nuer, der mit Machar zur SPLA-Nasir gewechselt hatte, wurde Anführer der politischen Partei United Democratic Sudan Forum (UDSF), die seit 1996 ebenfalls mit der sudanesischen Regierung verbunden war. Seit 1996 auf Seiten der Regierung stand auch die 1995 in Südsudan gegründete Equatoria Defense Force (EDF), die die SPLA als Bedrohung sah, später unabhängig operierte und sich erst 2002 mit den anderen Gruppen verbündete.
Die SPLA unter Garang blieb die wichtigste Rebellengruppe des Südens. Verhandlungen über ein Ende des Bürgerkrieges mit der Regierung blieben zunächst ergebnislos, 2002 wurde jedoch ein Waffenstillstand für die Nuba-Berge erreicht. 2003 konnte das Machakos-Abkommen geschlossen werden, ein Rahmenabkommen für weitere Verhandlungen. Darin akzeptierte die Regierung „Selbstbestimmung“ für den Südsudan, während die SPLM das Ziel aufgab, auch im Nordsudan die Scharia abzuschaffen.
Im Februar 2003 eskalierte der Konflikt in Darfur, mit Billigung oder Beteiligung der SPLM. Am 9. Januar 2005 schloss die SPLM im Naivasha-Abkommen einen Friedensvertrag mit der sudanesischen Regierung. Dieser ebnete den Weg zur Beteiligung der SPLM an der Regierung, zu allgemeinen Wahlen im Jahr 2010 und zum Unabhängigkeitsreferendum im Südsudan 2011.

## Unterstützung von außen
Die SPLA wurde bis 2008 von der US-amerikanischen Bush-Regierung unterstützt. Wie laut Veröffentlichungen von WikiLeaks im Dezember 2010 aus dem Schriftverkehr zwischen amerikanischen Dienststellen hervorgeht, war es amerikanisches Ziel, die SPLA zu einer schlagkräftigen Armee aufzurüsten. Die Hilfe der USA umfasste die direkte Unterstützung von Waffenlieferungen über Kenia bis zu Trainingsprogrammen für die SPLA, einschließlich des Schießtrainings für Soldaten.